# برادران منوچهریان
برادران منوچهریان (انگلیسی: Manocherian Brothers) و شرکت خواهرش پان ام اکیتیز شرکتهایی هستند که توسط خانواده منوچهریان مدیریت می‌شوند. بیشتر فعالیت این شرکت در منطقه آپر ایست ساید نیویورک در خیابان اول و دوم است.
در لیست ساختمانهایی که توسط این شرکت مدیریت می‌شوند شماره یک خیابان آستور، ۲۱۰ خیابان پنجم، ۲۰۱ ۱۲امین شرقی، خانه امپایر، تاور نیویورک و نیویورک پلازا است. خانواده منوچهریان همچنین مالک کلوپ بدنسازی و سلامت نیویورک است. خانواده منوچهریان همچنین مالک ساختمان لانگهام است.
شرکت منوچهریان برادرز توسط برادران یهودی ایران امیر، اسکندر و فریدون منوچهریان که با ثروت زیادی به ایالات متحده در دهه ۱۹۳۰ مهاجرت کرده بودند ایجاد شد. در سال ۲۰۱۲ یک شرکت زیرمجموعه این شرکت ساختمان باند را در واشینگتن دی سی به مبلغ ۲۲ میلیون دلار خریداری کرد.